# Comuna Buhliv, Lanivți
Buhliv (în ucraineană Буглів) este o comună în raionul Lanivți, regiunea Ternopil, Ucraina, formată din satele Buhliv (reședința), Liulînți și Ohrîzkivți.

## Demografie
Componența lingvistică a comunei Buhliv
     Ucraineană (99,26%)
     Alte limbi (0,63%)
Conform recensământului din 2001, majoritatea populației comunei Buhliv era vorbitoare de ucraineană (99,26%), existând în minoritate și vorbitori de alte limbi.